# Gasthuiskerk (Bolsward)
De Gasthuiskerk is een kerkgebouw in Bolsward in de Nederlandse provincie Friesland.

## Beschrijving
De gereformeerde kerk en de pastorie (Nanne Reynstraat 1) dateren uit 1929. De kruiskerk met dakruiter in zakelijk expressionistische architectuur werd gebouwd naar ontwerp van J.H. van der Veen. Het is een kerk van de PKN-gemeente in Bolsward.
Het orgel uit 1953 is gemaakt door Fonteijn & Gaal ter vervanging van een orgel van de firma Dekker uit 1910.